# El Cuento Semanal
El Cuento Semanal fue una publicación seriada de novelas cortas publicada en Madrid entre 1907 y 1912.

## Descripción
La publicación, que aparecía semanalmente, fue fundada por Eduardo Zamacois. Fue una de las diversas colecciones que florecieron durante las décadas de 1900, 1910 y 1920, con un carácter pionero, al tratarse de la primera colección literaria de novela corta publicada en España en formato de revista. Zamacois dejó en 1909 El Cuento Semanal para fundar Los Contemporáneos.
En sus páginas aparecieron relatos cortos obra de autores de la época, entre cuyos nombres pueden citarse casi al azar Manuel Bueno, Juan Pérez Zúñiga, Joaquín Dicenta, Antonio Palomero, José María Salaverría y Felipe Trigo.
Las portadas de los diferentes números corrieron en buena parte a cargo del caricaturista Manuel Tovar, si bien en la tarea de ilustrar las páginas interiores se involucró una nómina más variada de artistas. Su primer número se publicó en enero de 1907 y cesó, tras un total de 263 números, en enero de 1912.

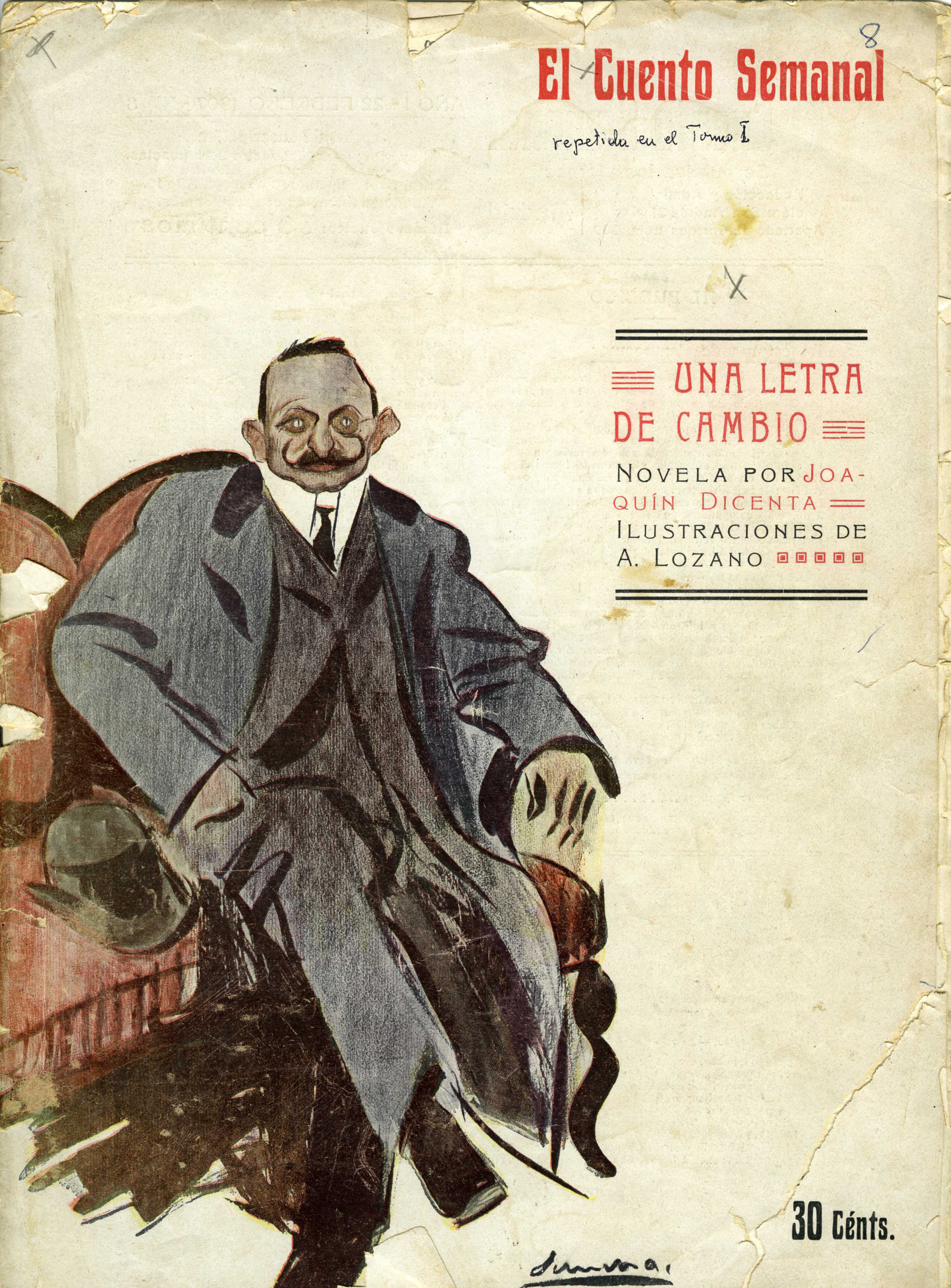
Joaquín Dicenta (por Sancha, 1907)
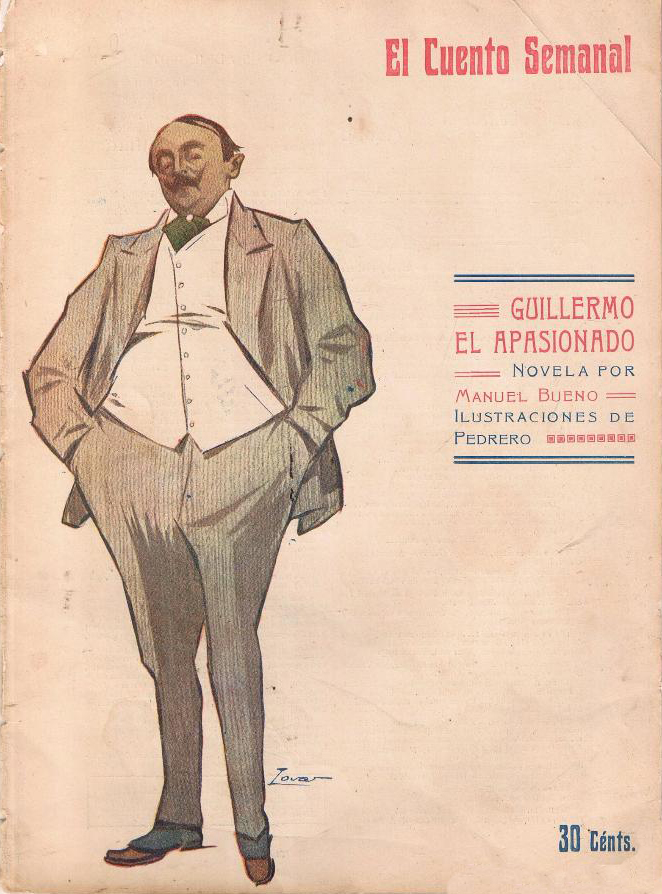
Manuel Bueno (por Tovar, 1907)
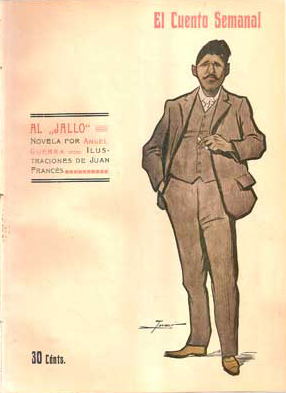
Ángel Guerra (por Tovar, 1907)
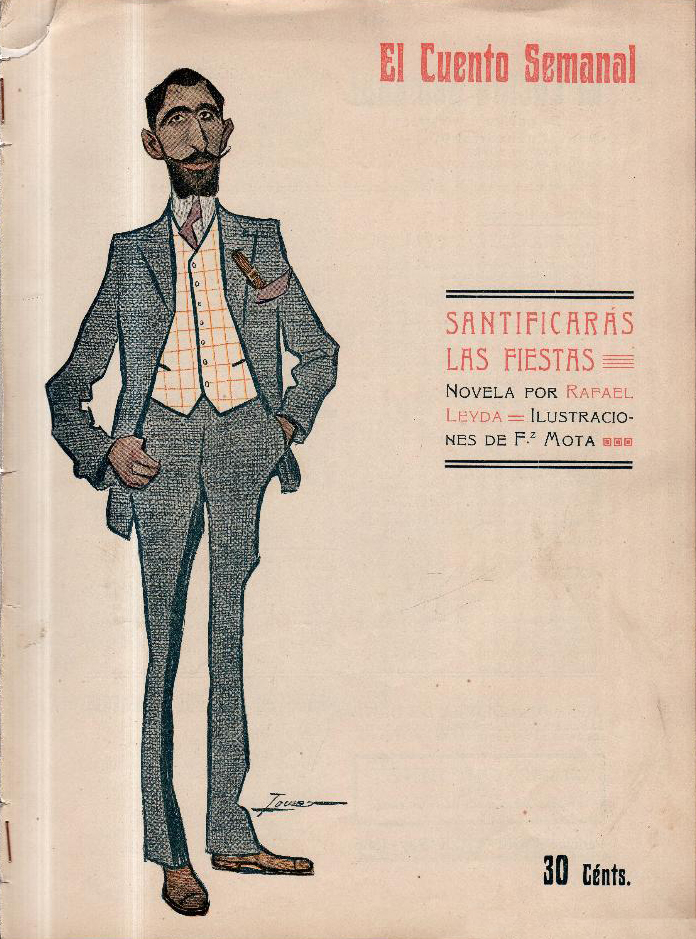
Rafael Leyda (por Tovar, 1907)
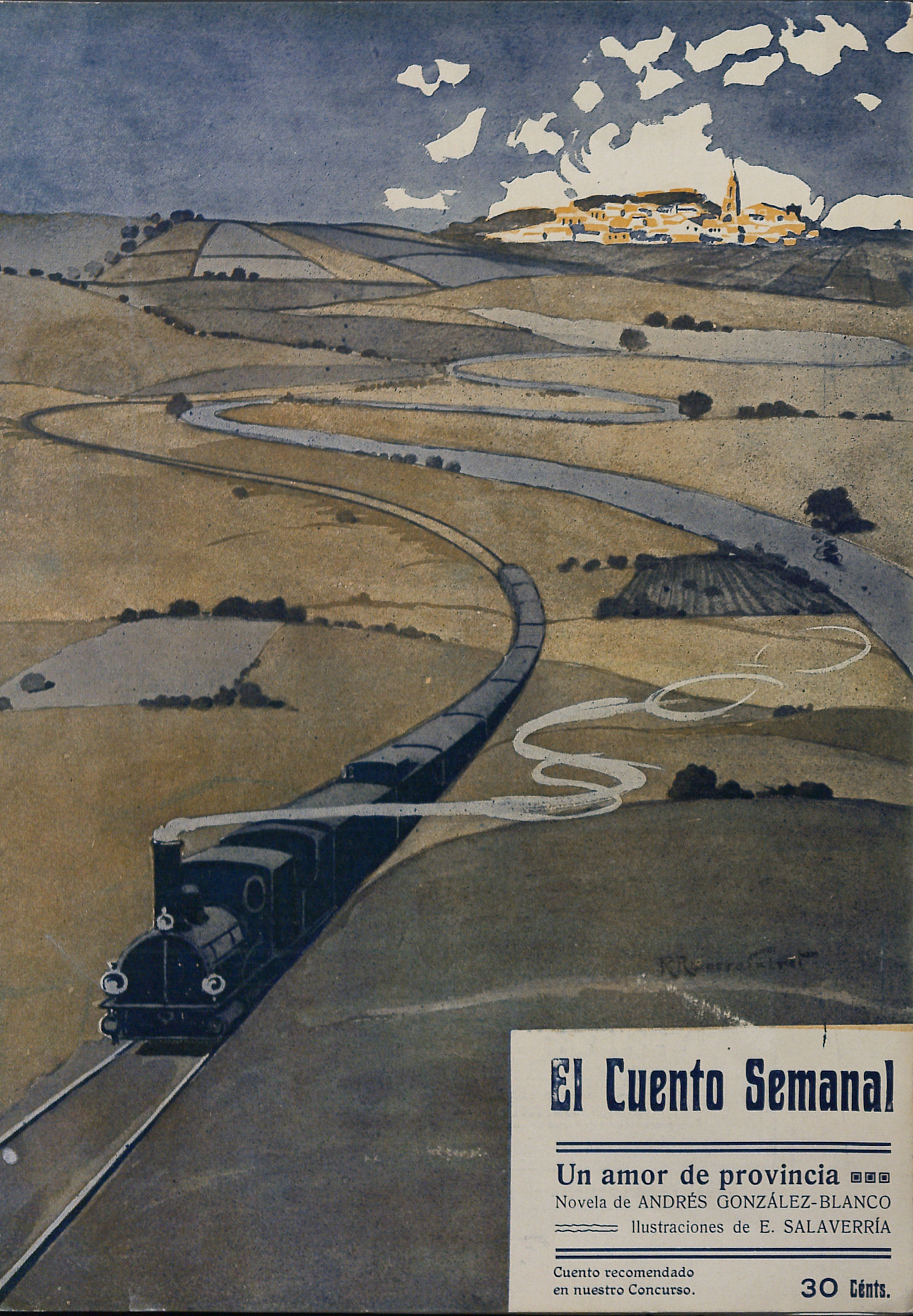
Por Romero Calvet (1908)
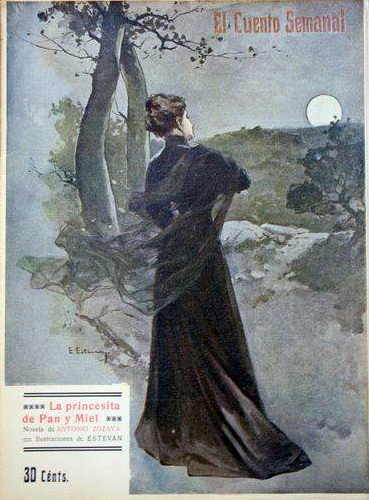
Por Estevan (1908)
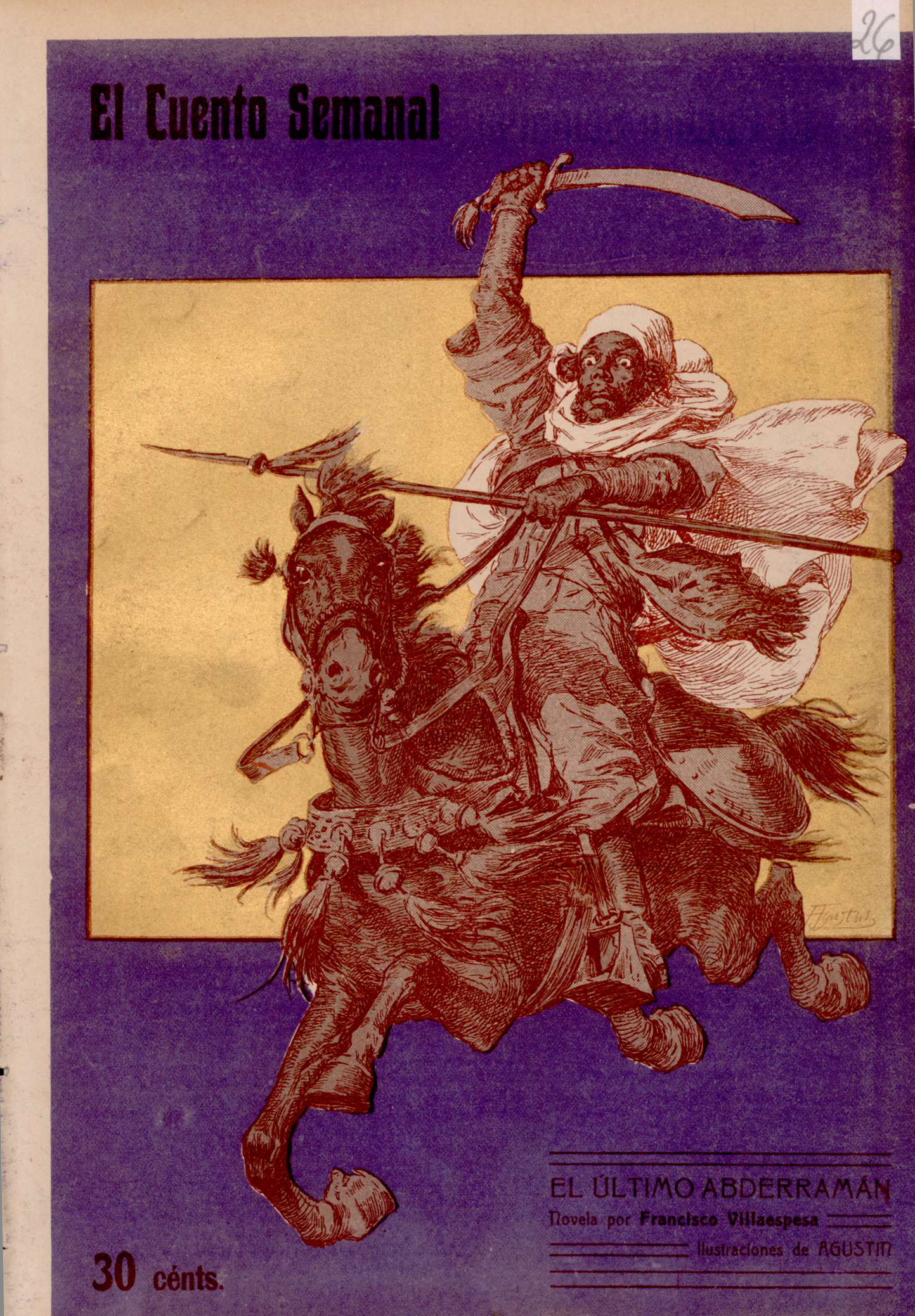
Por Agustín (1909)
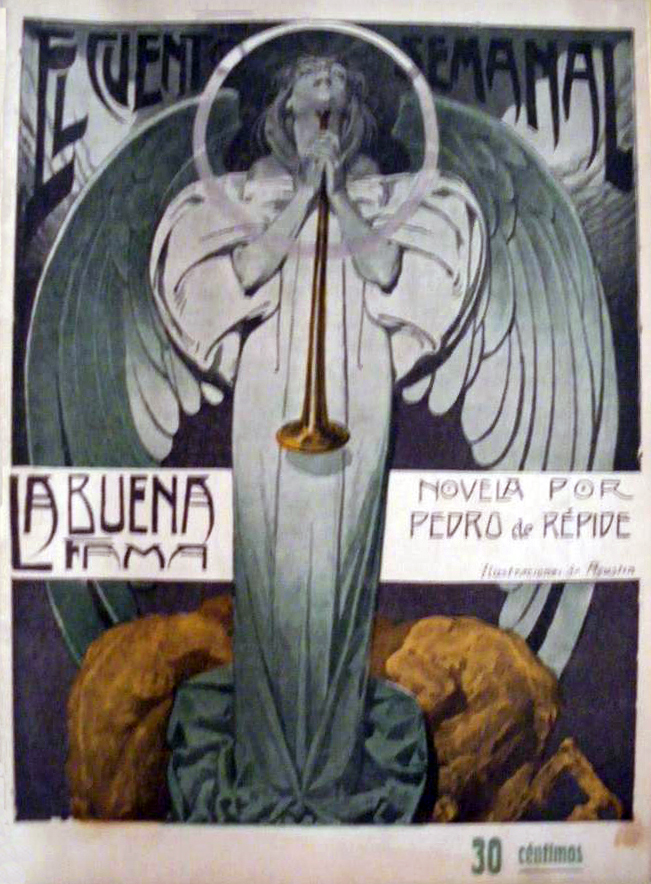
Por Agustín (1911)